# روبرت فولدا
روبرت فولدا (روسی: Ро́берт Фердина́ндович Фу́льда؛ ۱۸ آوریل ۱۸۷۳ – ۱۶ فوریهٔ ۱۹۴۴) مربی فوتبال و از پیشگامان ورزش امپراتوری روسیه بود.
وی پس از انقلاب روسیه ۱۹۱۷ به آلمان گریخت و بعداً در سوئیس اقامت گزید.